# Маковкин, Дмитрий Александрович
Дмитрий Александрович Маковкин (18 августа 1984, с. Садовое, Калмыцкая АССР, СССР — 29 декабря 2013, Волгоград, Россия) — старший сержант полиции, сотрудник Волгоградского линейного управления МВД России на транспорте.
29 декабря 2013 года предотвратил проход террориста-смертника в здание железнодорожного вокзала в Волгограде и погиб во время террористического акта.

## Биография
Родился 18 августа 1984 года в селе Садовое Калмыцкой АССР. В семье было трое сыновей: старший Сергей, средний Дмитрий и младший Александр. Окончил Садовскую среднюю школу № 2. В 2004 году окончил Волгоградский политехнический колледж.
После службы в армии во Владивостоке поступил на службу в милицию. В начале 2013 года перешёл на службу в транспортное линейное управление. Служил в отдельной роте патрульно-постовой службы полиции Волгоградского ЛУ МВД России на транспорте.
29 декабря 2013 года, находясь в патруле при входе в здание волгоградского железнодорожного вокзала, попытался остановить подозрительного человека, оказавшегося террористом-смертником. Погиб во время последовавшего взрыва.

Именно Дмитрий Маковкин с Сергеем Наливайко попытались остановить этого урода — иначе я не могу сказать — который нёс взрывчатку в здание вокзала. Если бы не они, могло быть гораздо больше жертв.
— Начальник ГУ МВД по Волгоградской области Александр Кравченко.
У Дмитрия была девушка Анастасия, на которой он собирался жениться после новогодних праздников.
Отпевание проходило в храме святого Иосифа Астраханского. Похоронен 2 января 2014 года на Димитриевском кладбище Волгограда. Цветы к гробу Дмитрия положили губернатор Волгоградской области Сергей Боженов, руководители региональных управлений силовых ведомств. В честь Дмитрия Маковкина на Димитриевском кладбище Волгограда бойцы волгоградской роты почётного караула трижды дали салют из ружей..

Цветы на месте гибели Дмитрия Маковкина
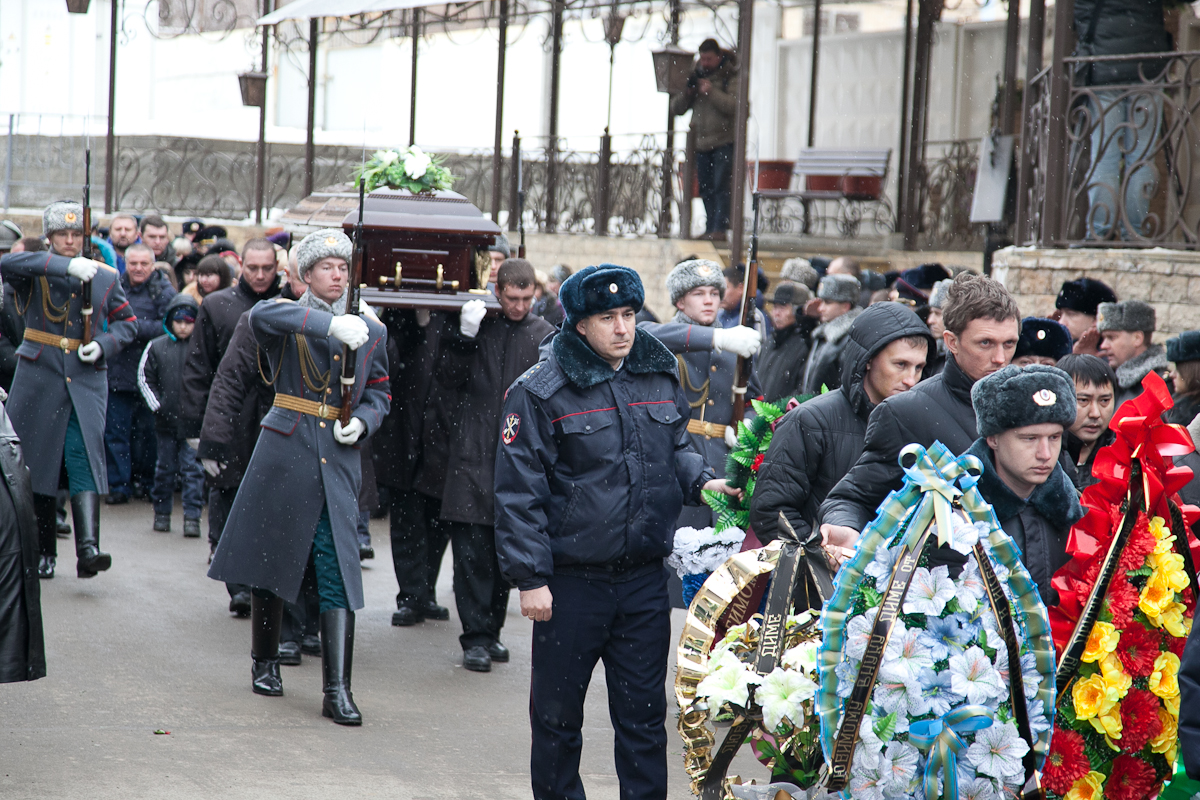
Похороны Дмитрия Маковкина

## Награды
- Посмертно награждён медалью «За заслуги перед Волгоградской областью» (31 декабря 2013 года)[3].
- Указом Президента России от 27 января 2014 года за мужество, отвагу и самоотверженность, проявленные при исполнении служебного долга, посмертно награждён Орденом Мужества[5].
- 3 февраля 2014 года Святейший Патриарх Кирилл вручил Орден святого князя Дмитрия Донского (I степени) матери Маковкина[6][7].

## Память
Поступок полицейского Д. А. Маковкина вдохновил не только сослуживцев, но и его младшего брата Александра, который работал в частном охранном предприятии в Краснодарском крае и до гибели старшего брата не помышлял о работе в правоохранительных органах. Теперь Александр Маковкин несёт службу в той же роте и занимает те же посты, что и его старший брат, носит его жетон.

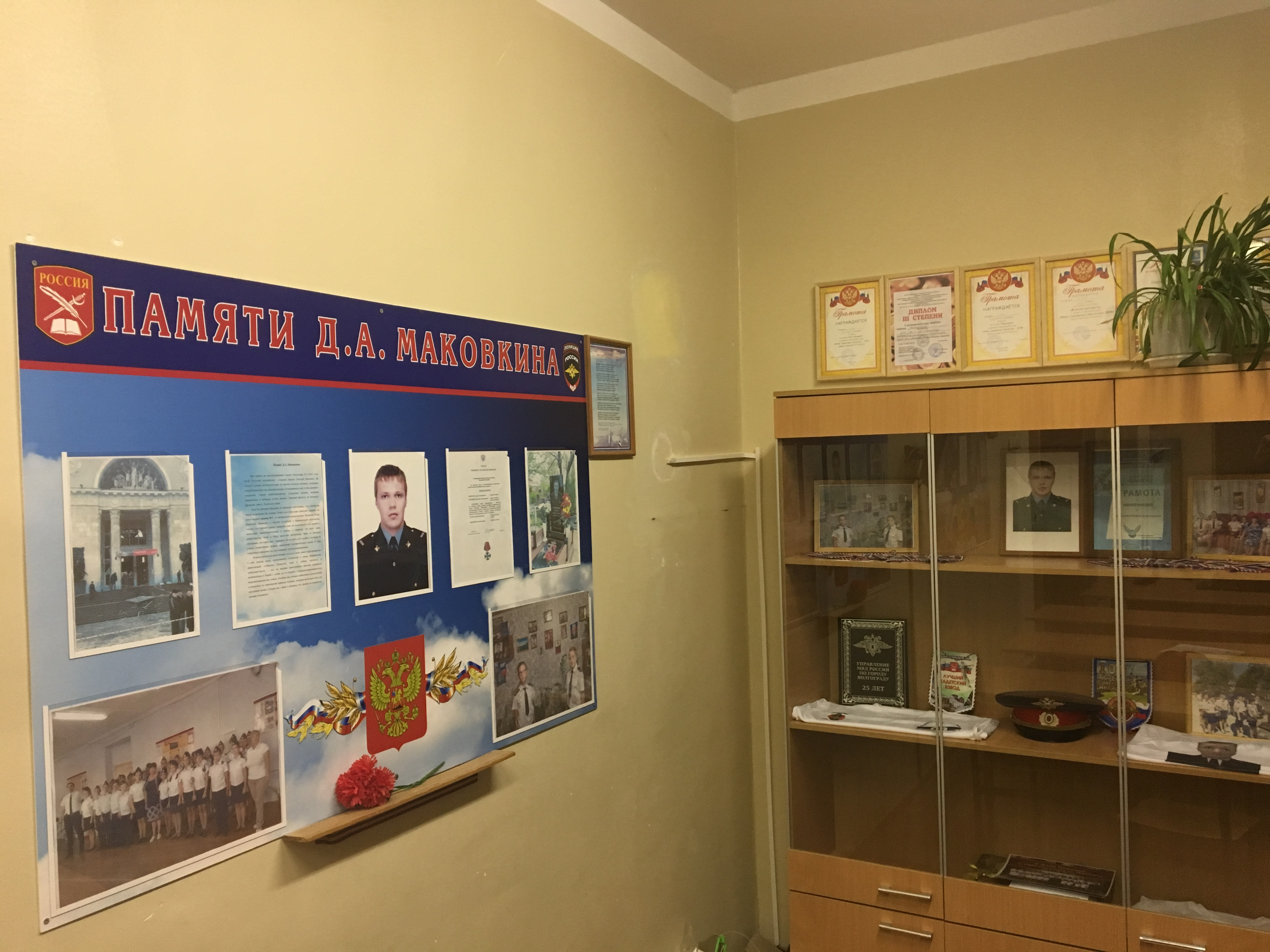
Музейный уголок, посвященный подвигу Дмитрия Маковкина, 7 "а" класс, МОУ СШ №128

В 2018 году специализированный кадетский полицейский класс школы № 128 Дзержинского района города Волгограда получил почетное имя — полицейский класс имени Дмитрия Александровича Маковкина. Почетное наименование командиру 6 "А" класса, вице-младшему сержанту Ловцевич Светлане, вручил начальник Управления МВД России по городу Волгограду, полковник полиции Алексей Вадимович Гусев. В кадетском классе имени Д. А. Маковкина установлен музейный уголок, посвященный подвигу героя, который постоянно пополняется новыми экспонатами.

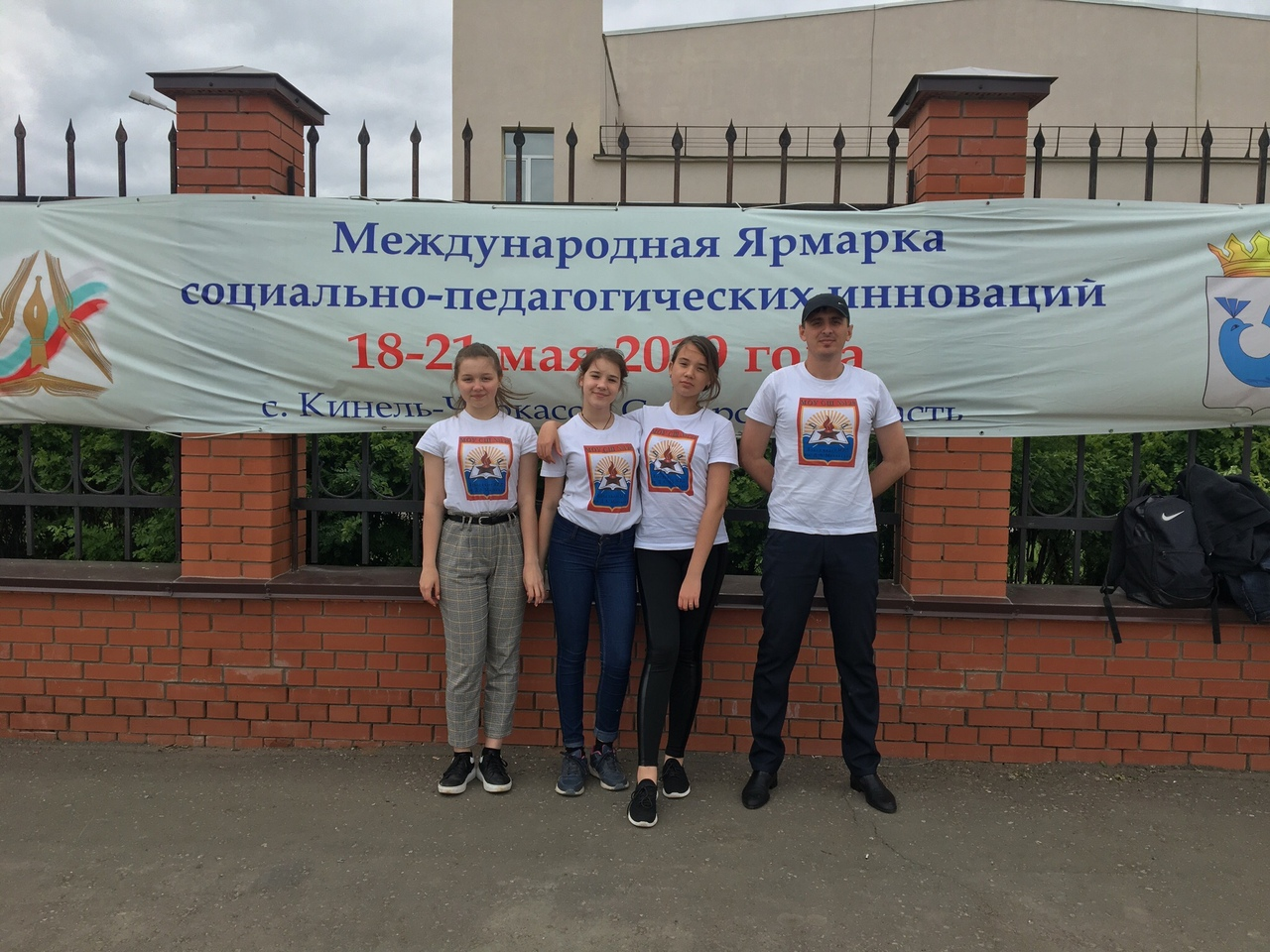
Кадеты полицейского класса им. Д. А. Маковкина — победители Международной Ярмарки социально-педагогических инноваций

Под руководством кандидата педагогических наук Семенова Валерия Яковлевича полицейский кадетский взвод им. Д.А. Маковкина участвует в соревнованиях, конкурсах и фестивалях различного уровня, прославляя тем самым имя героя и знакомя с обстоятельствами его подвига все больше людей нашей страны.